# اس‌تی‌اس-۱۰۷

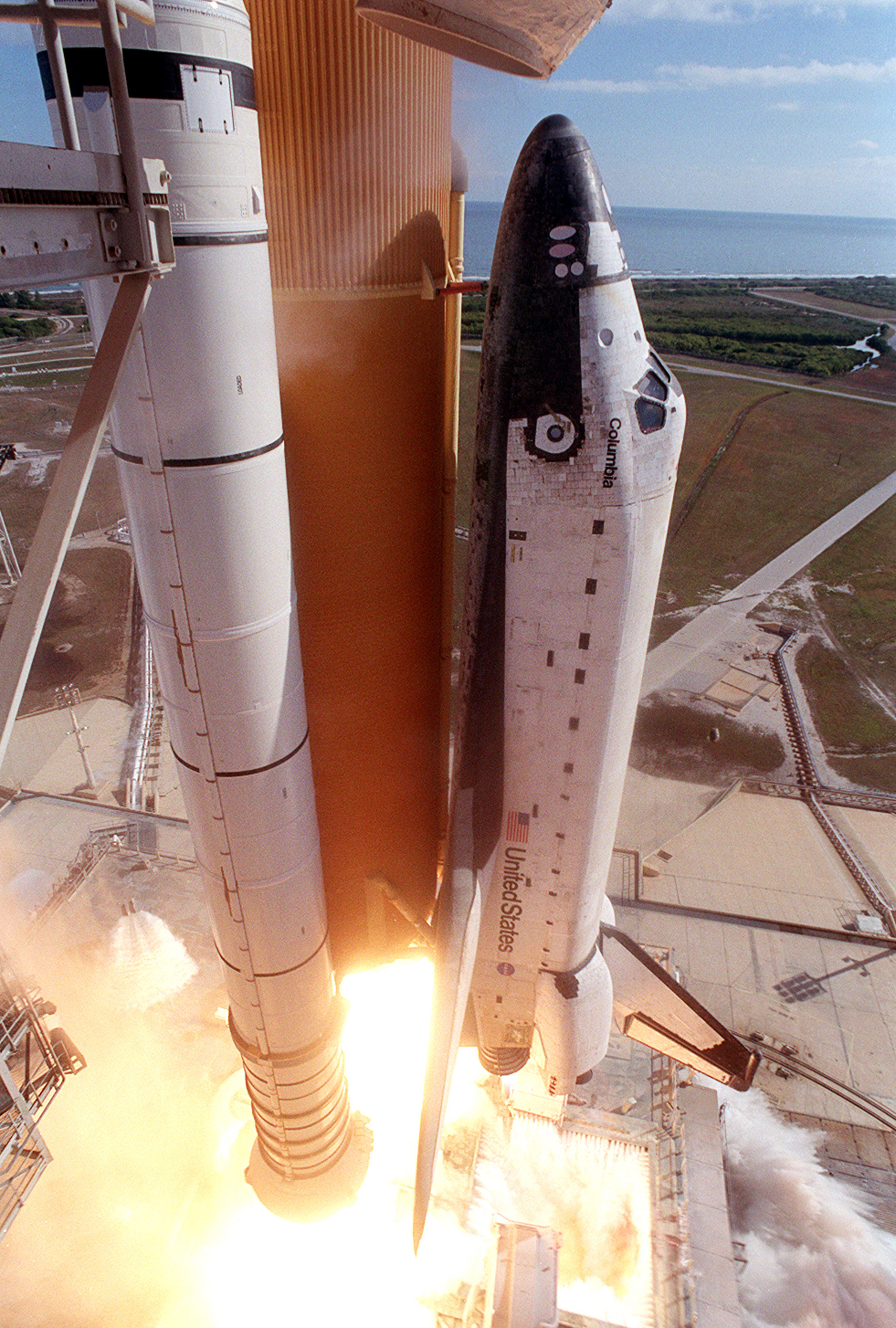
پرتاب شاتل کلمبیا در مأموریت اس‌تی‌اس-۱۰۷

اس‌تی‌اس-۱۰۷، یکی از مأموریت‌های شاتل فضایی کلمبیا متعلق به ناسا بود که در ۱۶ ژانویه ۲۰۰۳ پرتاب شد. مأموریتی برای آزمایش‌های زمین‌شناسی و گرانش صفر که با همکاری چندین سازمان تحقیقاتی بین‌المللی در ۱۶ روز در مدار انجام شد.
هر هفت خدمه در اول فوریه ۲۰۰۳ با متلاشی شدن مدارگرد هنگام ورود به اتمسفر زمین کشته شدند. دلیل این رخداد، کنده شدن تکه‌ای از فوم عایق از مخزن سوخت خارجی و برخورد آن به لبه بال چپ فضاپیما بود که باعث آسیب رسیدن به اجزای حفاظت گرمایی شاتل (کاشی عایق گرمای کربن تقویت‌شده) شده‌بود. این مسئله باعث افزایش دمای شدید آن ناحیه و سپس تکه‌تکه شدن بال چپ و از دست رفتن کنترل شاتل و متلاشی شدن آن شد.

## هدف مأموریت

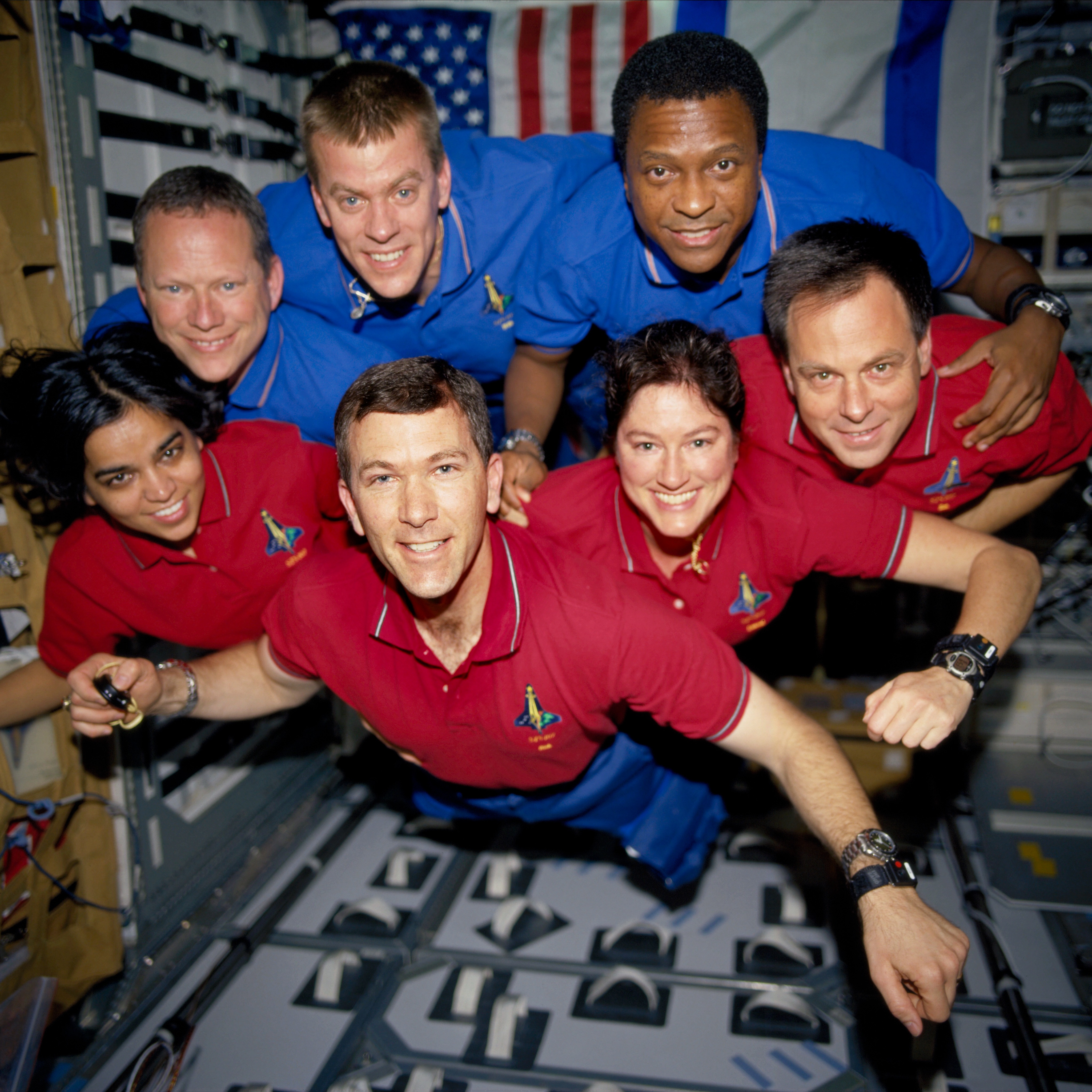
خدمه پرواز در داخل ماژول آر دی ام در داخل شاتل کلمبیا.از سمت چپ، پایین (با تیشرت قرمز، برای مشخص شدن شیفت کاری):کاپلانا چاولا (Kalpana Chawla)، کارشناس عملیات؛ ریک دی هازبند (Rick D. Husband) فرمانده عملیات؛ لورل بی کلارک (Laurel B. Clark)، کارشناس عملیات؛ و یان رامون (Ilan Ramon)، کارشناس حمل بار؛
در ردیف بالا با تیشرت آبی:دیوید ام. براون (David M. Brown)، کارشناس عملیات؛ ویلیام سی. مک کول (William C. McCool)، خلبان؛ و مایکل پی. اندرسون (Michael P. Anderson)، فرمانده عملیات حمل بار. رامون (Ramon)، نماینده آژانس فضایی اسراییل.

اس‌تی‌اس-۱۰۷، ماژول دوگانه تحقیقاتی اسپیس‌هاب، تجهیزات آزمایش فری‌استار∗ (سوار شده بر قسمت برنامه هیچهیکر∗) و EDO∗ را با خود حمل می‌کرد. اسپیس‌هاب اولین بار در مأموریت اس‌تی‌اس-۵۷ حمل شده‌بود.
یکی از آزمایش‌های که تهیه ویدئویی از مطالعه گرد و غبار اتمسفری بود ممکن است باعث شناخت پدیده جدیدی با نام TIGER (Transient Ionospheric Glow Emission in Red) شده باشد.
در عرشه فضاپیمای کلمبیا یک کپی از طرحی بود که پیتر گینز، سردبیر ۱۴ ساله مجله ودم∗، آن را در کمپ یهودیان زندانی آلمان نازی کشیده‌بود. در آن طرح تصویر زمین از کره ماه کشیده شده‌است. این طرح که در جریان حادثه از بین رفت، متعلق به ایلان رامون، یکی از خدمه اس‌تی‌اس-۱۰۷ بود.
در این مأموریت، یک آزمایش که توسط دانشجویان مقطع دوم کالج گلن ویورلی برای آزمایش واکنش تار عنکبوت در جاذبه صفر طراحی شده بود نیز انجام شد.

## خدمه پروازی
| رده              | فضانورد         | فضانورد         |
| ---------------- | --------------- | --------------- |
| فرمانده          | ریک دی هازبند   | ریک دی هازبند   |
| خلبان            | ویلیام سی مک‌کول | ویلیام سی مک‌کول |
| متخصص پرواز ۱    | ادیوید ام براون | ادیوید ام براون |
| متخصص پرواز ۲    | کالپانا چاولا   | کالپانا چاولا   |
| فرمانده بارگذاری | مایکل پی اندرسن | مایکل پی اندرسن |
| متخصص پرواز ۴    | لارل کلارک      | لارل کلارک      |
| متخصص بارگذاری ۱ | ایلان رامون     | ایلان رامون     |

## پارامترهای مأموریت
- جرم:
  - هنگام پرتاب مدارگرد: ۱۱۹٬۶۱۵ کیلوگرم (۲۶۳٬۷۰۶ پوند)
  - هنگام فرود مدارگرد :۱۰۵٬۵۹۳ کیلوگرم (۲۳۲٬۷۹۳ پوند)
  - ظرفیت ترابری دی‌اف‌آی: ۱۴٬۵۵۳ کیلوگرم (۳۲٬۰۸۴ پوند)
- حضیض : ۲۷۰ کیلومتر (۱۷۰ مایل)
- اوج : ۲۸۵ کیلومتر (۱۷۷ مایل)
- زاویهٔ شیب مدار: ۳۹٫۰ درجه
- دوره تناوبی : ۹۰٫۱~ دقیقه

## نشان مأموریت

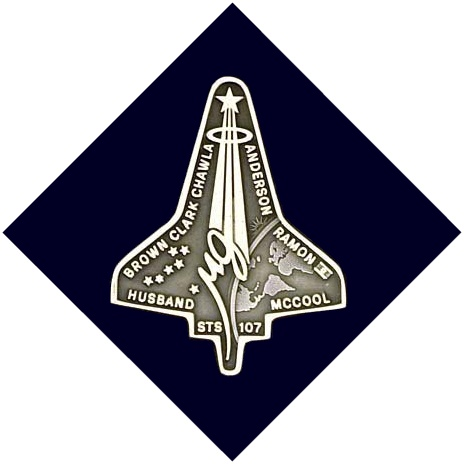
مدال رابینز اس‌تی‌اس-۱۰۷

عنصر اصلی در نشان، علامت میکروجاذبه، µg، است. زاویه شعاعی که در تصویر کشیده شده نسبت به زمین برابر ۳۹ درجه است. برآمدن خورشید نشان‌دهنده آغاز عصر جدیدی در آزمایش‌های میکروجاذبه در ایستگاه فضایی بین‌المللی است. گستردگی علوم و فضا با زمین و ستارگان نمایش داده شده‌است. صورت فلکی کلمبیا (کبوتر) برای نشان دادن صلح در زمین و شاتل فضایی کلمبیا انتخاب شده‌است. هفت ستاره نشان‌دهنده هفت خدمه مأموریت هم هست. شش ستاره دارای پنج گوشه، و ستاره هفتم دارای شش گوشه است که نماد ستاره داوود است چون آژانس فضایی اسراییل نیز با این مأموریت همکاری داشت. پرچم اسراییل در کنار نام ایلان رامون، متخصص بارگذاری قرار دارد که اولین فضانورد اسراییلی تاریخ بود. کار بر طراحی این نماد در ابتدا توسط دکتر لارل کلارک و دکتر کالپانا چاولا آغاز شد.
بیشتر طراحی آن توسط کلارک که اولین مأموریت فضایی‌اش بود انجام شد همان‌طور که بیشتر طراحی نشان اولین مأموریت چاولا، اس‌تی‌اس-۸۷، توسط چاولا انجام شده بود.
صورت فلکی کبوتر به یادآورنده داستان آرگونوت‌ها هم هست که کبوتر را آزاد کردند. این مسئله را کلارک خاطرنشان کرده‌بود.